# Жиклер
Жиклер (фр. gicleur, від gicler — бризкати), англ. calibrated (metering) orifice, jet, nozzle; нім. Düse f — деталь з отвором точного розміру або сам отвір для пропускання певної нормованої кількості рідкого палива чи повітря.
У технічній літературі жиклером називають деталі карбюратора (пробки, форсунки) з каліброваними отворами. За покладеними на них функціями і залежно від того, у якій системі карбюратора він встановлений, розрізняють жиклер паливний, повітряний, головний, компенсаційний, холостого ходу тощо. Жиклер характеризують його пропускною спроможністю (продуктивністю), тобто кількістю рідини (зазвичай води), яка може пройти через калібрований отвір за одиницю часу. Карбюраторні жиклери зазвичай мають маркування тризначним числом, що наноситься на торець. Це число позначає пропускну спроможність жиклера в кубічних сантиметрах за одну хвилину, при тиску водяного стовпа 1000(±)2 мм. Інші виробники можуть використовувати інше маркування, наприклад, жиклер з отвором 1,25 мм маркується числом 125. Виготовляються, зазвичай, з кольорових металів (латуні).

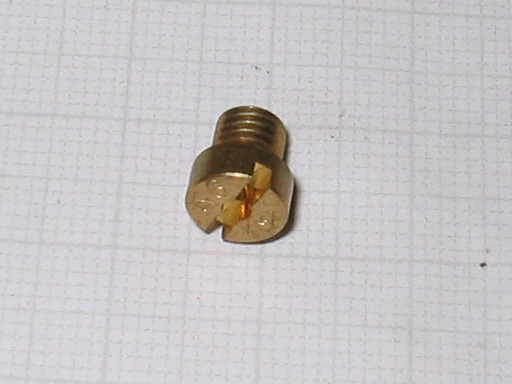
Жиклер холостого ходу
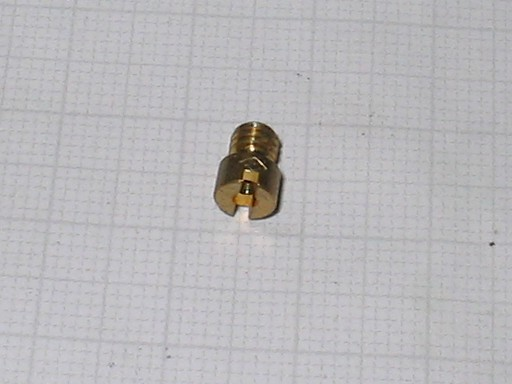
Паливний жиклер
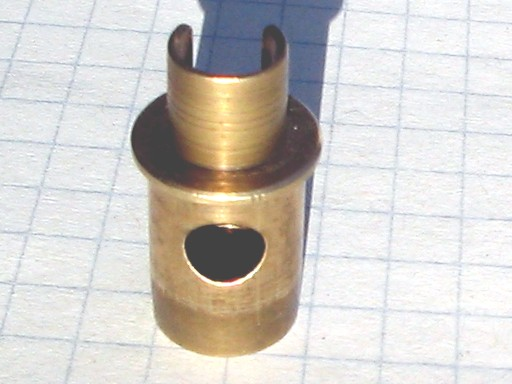
Повітряний жиклер
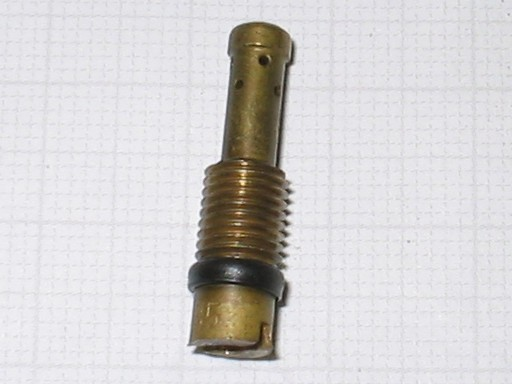
Жиклер-емульгатор